# Leptonetidae
Leptonetidae là một họ nhện, gồm 210 loài.